# Anacis apoeca
Anacis apoeca är en stekelart som först beskrevs av Porter 1986.  Anacis apoeca ingår i släktet Anacis och familjen brokparasitsteklar. Inga underarter finns listade i Catalogue of Life.